# Analítica del triángulo del fraude
La ATF (Analítica del Triángulo del Fraude) o en inglés FTA (Fraud Triangle Analytics) es una metodología de investigación de fraudes que consiste en usar la teoría del triángulo del fraude de Donald Ray Cressey como base para analizar datos en alto volumen y velocidad (Big Data), incorporándose dentro del proceso de ciberseguridad llamado UBA (User Behavior Analytics) para la detección de amenazas internas con el estudio del comportamiento humano.

## Software que aplica la metodología
The Fraud Explorer es un software opensource, de fuente abierta y gratuito, que implementa la metodología de la analítica del triángulo del fraude de Donald Cressey. Recoge los comportamientos expresados por humanos en un entorno corporativo para luego, a través de la semántica y la inteligencia artificial, detectar y prescribir la ocurrencia y/o materialización de algún fraude tipificado en el árbol del fraude de la ACFE (Asociación de Examinadores de Fraude Certificados).

## Patentes y derechos de autor
- The Fraud Explorer, como marca y software, está protegido por el Ministerio del Interior y de Justicia, unidad administrativa especial de la dirección nacional de derechos de autor del gobierno Colombiano bajo el registro 13-69-242.
- The Fraud Explorer es marca registrada en la oficina de patentes de los Estados Unidos bajo el número 97347173.

## Reconocimientos públicos
- El Gobierno Colombiano, en el año 2018, a través del Ministerio de las tecnologías de la información (MinTIC), reconoció y premió a The Fraud Explorer como mejor negocio B2B Antifraude de la región por su innovación y aporte a la sociedad en materia anticorrupción.
- La World Compliance Association, Madrid, España, premió a The Fraud Explorer en el año 2020 por representar le mejor iniciativa Antifraude a nivel mundial a través de la empresa Colombiana NF S.A.S Archivado el 28 de diciembre de 2022 en Wayback Machine..
- La asociación de examinadores del fraude certificados de los Estados Unidos de América (ACFE por sus siglas en inglés), mencionó a The Fraud Explorer en el Fraud Magazine de Septiembre de 2022 en su primer artículo llamado "Fraud Triangle Analytics: 12 years later".

- Datos: Q62006179